# A Beautiful Lie
A Beautiful Lie – drugi album zespołu 30 Seconds to Mars. Amerykańska premiera albumu odbyła się 30 sierpnia 2005 roku, a europejska 2 lata później 26 lutego 2007.
Pierwszym singlem promującym płytę była piosenka "Attack". W Stanach Zjednoczonych album otrzymał status platynowej płyty.

## Lista utworów
1. "Attack" – 3:09
2. "A Beautiful Lie" – 4:05
3. "The Kill" – 3:51
4. "Was It a Dream?" – 4:15
5. "The Fantasy" – 4:29
6. "Savior" – 3:24
7. "From Yesterday" – 4:08
8. "The Story" – 3:55
9. "R-Evolve" – 3:59
10. "A Modern Myth" – 14:14
11. "Battle of One" – 2:47
12. "Hunter" (Björk cover) – 3:54

Ukryta ścieżka dźwiękowa
1. "Praying for a Riot" – 1:53

## Listy przebojów

### Album
| Rok  | Kraj          | Lista                | Najwyższa pozycja | Certyfikacja | Sprzedaż  |
| ---- | ------------- | -------------------- | ----------------- | ------------ | --------- |
| 2006 | U.S.          | Billboard 200        | #36               | Platyna      | 1,024,902 |
| 2007 | Australia     | ARIA Album Chart     | #27               | Złota        | 35,000    |
| 2007 | Kanada        | CRIA Album Chart     | —                 | Złota        | 50,000    |
| 2007 | UK            | UK Albums Chart      | #51               | —            | —         |
| 2007 | Nowa Zelandia | RIANZ Albums Chart   | #20               | —            | —         |
| 2007 | Finlandia     | Finnish Albums Chart | #15               | —            | —         |
| 2007 | Włochy        | Italian Albums Chart | #11               | Złota        | 70,000    |

### Single
| Rok  | Tytuł             | Lista                  | Najwyższa pozycja |
| ---- | ----------------- | ---------------------- | ----------------- |
| 2005 | "Attack"          | Modern Rock Tracks     | #22               |
| 2005 | "Attack"          | Mainstream Rock Tracks | #38               |
| 2006 | "The Kill"        | Billboard Hot 100      | #65               |
| 2006 | "The Kill"        | Modern Rock Tracks     | #3                |
| 2006 | "The Kill"        | Mainstream Rock Tracks | #14               |
| 2006 | "From Yesterday"  | Modern Rock Tracks     | #1                |
| 2006 | "From Yesterday"  | Mainstream Rock Tracks | #11               |
| 2006 | "From Yesterday"  | Billboard Hot 100      | #76               |
| 2007 | "A Beautiful Lie" | Modern Rock Tracks     | #37               |